# Teufelsgrund (Münstertal)
Die Grube Teufelsgrund im Münstertal war ein mittelalterliches Silber-, Kupfer- und Bleibergwerk, im 20. Jahrhundert wurde Flussspat abgebaut. Erster Abbau war vor dem Jahr 953, die endgültige Stilllegung erfolgte 1958. Seit 1970 wird die Grube als Besucherbergwerk betrieben.

## Geologie
Im Umfeld der Grube, im Muldental und im Untermünstertal gibt es mehrere Quarz-Baryt-Fluorit-Gänge mit beigefügten Sulfiderzen und Siderit, Calcit und Ankerit als Nebengestein, sowie Paragneise und Gangporphyre. Die Gänge streichen in nord-südliche Richtung und weisen eine durchschnittliche Mächtigkeit von 1,5 m auf.

## Geschichte

### 953 bis 1512: Mittelalter
Im Teufelsgrund hat bereits sehr früh Untertagebergbau stattgefunden, ein in einem Stollen aufgefundenes Stück Holzkohle konnte auf das Jahr 953 datiert werden. 
Unter Berücksichtigung der damaligen, jährlichen Vortriebsleistung hat der Bergbau zwischen den Jahren 900 und 920 begonnen. Eine erste urkundliche Erwähnung ist im Jahre 1028 in einer Schenkungsurkunde des Kaisers Konrad II. verzeichnet, in der das Bergwerk dem Bischof von Basel Ulrich II. übertragen wurde.
Der Höhepunkt des mittelalterlichen Bergbaus lag im 13. und 14. Jahrhundert; trotz Beginn des Erbstollenbaus 1450 und Übertragung an das Kloster St. Trudpert 1512 schloss sich ein allmählicher Niedergang des Bergbaus im 16. Jahrhundert an, da die mit zunehmender Teufe  stärker werdenden Wasserzuflüsse nicht mehr abgeführt werden konnten. Zudem zogen sich die Gewerke zurück, da sie wesentlich gewinnbringender in die benachbarten und wesentlich bedeutenderen Reviere im Elsass investieren konnten.

### 1792 bis 1958: Neuzeit
Aus dem 17. Jahrhundert ist kein Abbau überliefert, der Dreißigjährige Krieg, Pest-Epidemien und Erbfolgekriege um die Vorherrschaft in der Region verhinderten einen geregelten Bergbau.
Ab 1792 wurde das Bergwerk unter vorderösterreichischer Regie erneut aufgewältigt. Ohne großen Erfolg wurde der Bergbau um 1800 wieder eingestellt, da die politische Zugehörigkeit des Breisgaus mehrfach wechselte und es erst 1805 mit dem Frieden von Pressburg endgültig Baden zugeschlagen wurde. 
Ab 1809 wurde der Bergbau unter staatlicher Verwaltung wieder aufgenommen, nach 1833 durch verschiedene private Gesellschaften weitergeführt. Es folgten umfangreiche Ausbauten und die Konzentration auf den Abbau des silberhaltigen Bleiglanzes, ab 1840 wurde der Wilhelmstollen aufgefahren, ab 1854 der Friedrichsstollen. Wegen zunehmender Konkurrenz durch günstige Erze aus dem Ausland und steigender Kosten wurde die Grube schließlich 1864 stillgelegt.
Durch den kriegsbedingt stark gestiegenen Bedarf an Flussspat für die Stahlerzeugung wurde der Abbau 1942 wieder aufgenommen, die Barbara Erzbergbau GmbH baute bis zur endgültigen Schließung der Grube 1958 über 70.000 t Rohspat ab, bei einem durchschnittlich verwertbaren Anteil von 49 % bis 56 % ergeben sich daraus über 35700 t Fluorit.

## Besucherbergwerk
Die Eröffnung als Besucherbergwerk im Jahre 1970 macht die Grube Teufelsgrund zu einem der ältesten Besucherbergwerke des Schwarzwalds. Seit 1972 finden in einem dazu abgeteilten Bereich Asthmakuren statt.
Seit Juli 2020 war das Bergwerk Ziel von Einbrechern. Nachdem jahrelang der Mineralienraub als Bagatelldelikt abgetan wurde, seien nun Profis am Werk, die mit schwerem Gerät Mineralien aus dem Berg brechen und rucksackweise raustragen, sagt Denkmalpfleger Markus Herbener. Dabei handele es sich um Grünbleierz, würfelförmiges Fluorit oder der seltene Teufelsgrundoktaeder, die dann auf Messen und im Internet angeboten werden. Nachdem vier Raubgräber entdeckt und verscheucht wurden, begannen die Einbrüche und Sachbeschädigungen. Dann kümmert sich die Polizei darum. Ende August ertappte die Polizei zwei Jugendliche auf frischer Tat beim Einbruch in die Abt-Columban-Schule. Aufgrund von Fotos auf ihren Smartphones stellte sich heraus, dass sie auch die Einbrecher im Bergwerk waren, die sie auch gestanden. Somit bestätigte sich nicht der Verdacht von Markus Herbener, dass Raubgräber dafür verantwortlich sein könnten.

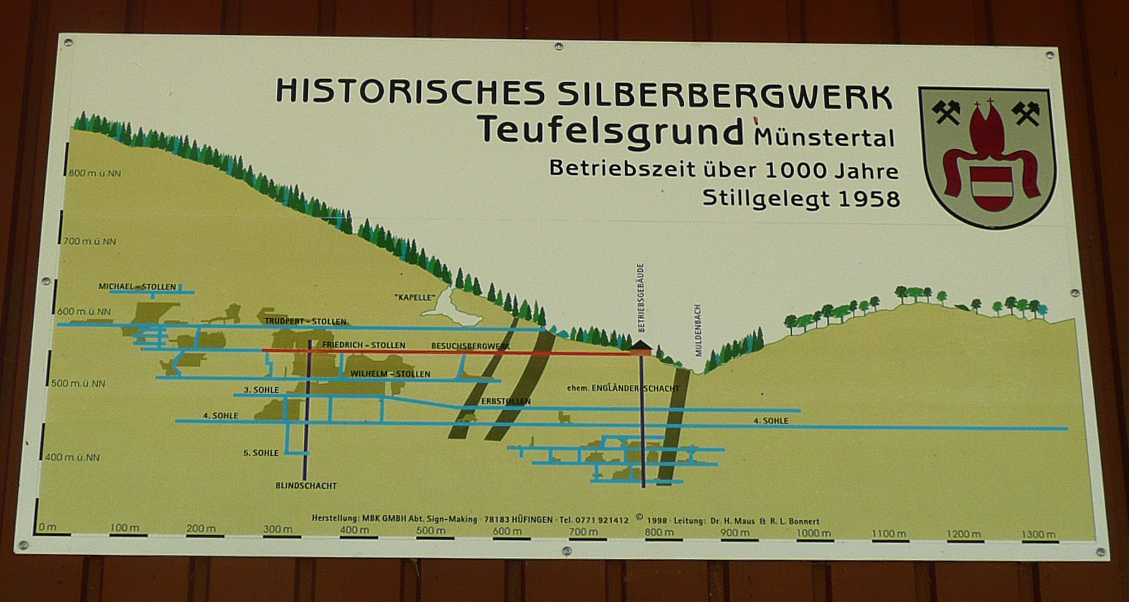
Silberbergwerk Teufelsgrund, Münstertal, 2011

## Besonderheiten
Durch intensiven Abbau der Erzgänge auf mehreren Sohlen bildeten sich große, nahezu senkrechte weithin offene Abbauhohlräume, die die Methode des Abbaus u. a. mit Bergekästen anschaulich darstellen. Der Zugang zum Bergwerk führt durch moderne, weite Stollen; eine neuzeitliche Schachtfördermaschine aus dem 1942 eingestellten Eisenerzbergwerk Schönberg kann ebenfalls besichtigt werden.